# Stina Hofgård Nilsen
Stina Hofgård Nilsen (ur. 24 września 1979 w Bergen) – norweska narciarka alpejska.

## Kariera
Po raz pierwszy na arenie międzynarodowej pojawiła się 24 lutego 1995 roku w Voss, gdzie w zawodach FIS zajęła 35. miejsce w gigancie. W 1997 roku wystartowała na mistrzostwach świata juniorów w Schladming, gdzie zajęła 19. miejsce w supergigancie. Na rozgrywanych rok później mistrzostwach świata juniorów w Megève zajęła 15. miejsce w supergigancie i 32. w slalomie. Była też między innymi siedemnasta w gigancie podczas mistrzostw świata juniorów w Pra Loup w 1999 roku.
W zawodach Pucharu Świata zadebiutowała 28 stycznia 1998 roku w Åre, gdzie nie zakwalifikowała się do pierwszego przejazdu giganta. Pierwsze punkty wywalczyła 8 stycznia 2000 roku w Berchtesgaden, gdzie zajęła 27. miejsce w tej samej konkurencji. Na podium zawodów tego cyklu pierwszy raz stanęła 4 stycznia 2002 roku w Mariborze, kończąc rywalizację w slalomie na trzeciej pozycji. W zawodach tych wyprzedziły ją jedynie Szwajcarka Sonja Nef i Tina Maze ze Słowenii. W kolejnych startach jeszcze dwukrotnie stawała na podium: 19 stycznia 2002 roku w Berchtesgaden była druga w gigancie, a 27 stycznia 2002 roku w Cortina d’Ampezzo była w tej konkurencji najlepsza. W sezonie 2001/2002 zajęła 27. miejsce w klasyfikacji generalnej, a w klasyfikacji giganta była piąta.
Wystartowała na igrzyskach olimpijskich w Salt Lake City w 2002 roku, gdzie nie ukończyła rywalizacji w gigancie. W swojej koronnej konkurencji startowała także na mistrzostwach świata w Sankt Anton w 2001 roku i rozgrywanych dwa lata później mistrzostwach świata w Sankt Moritz, ale także nie kończyła zawodów.

## Osiągnięcia

### Igrzyska olimpijskie
| Miejsce | Dzień     | Rok  | Miejscowość    | Konkurencja | Czas biegu | Strata | Zwyciężczyni    |
| ------- | --------- | ---- | -------------- | ----------- | ---------- | ------ | --------------- |
| DNF1    | 22 lutego | 2002 | Salt Lake City | Gigant      | 2:30,01    | -      | Janica Kostelić |

### Mistrzostwa świata
| Miejsce | Dzień     | Rok  | Miejscowość  | Konkurencja | Czas biegu | Strata | Zwyciężczyni |
| ------- | --------- | ---- | ------------ | ----------- | ---------- | ------ | ------------ |
| DNF1    | 9 lutego  | 2001 | Sankt Anton  | Gigant      | 2:19,01    | -      | Sonja Nef    |
| DNF1    | 13 lutego | 2003 | Sankt Moritz | Gigant      | 2:30,97    | -      | Anja Pärson  |

### Mistrzostwa świata juniorów
| Miejsce | Dzień     | Rok  | Miejscowość | Konkurencja | Czas biegu | Strata | Zwyciężczyni        |
| ------- | --------- | ---- | ----------- | ----------- | ---------- | ------ | ------------------- |
| DNF     | 26 lutego | 1997 | Schladming  | Zjazd       | 1:37,45    | -      | Monika Bergmann     |
| 19.     | 27 lutego | 1997 | Schladming  | Supergigant | 1:19,96    | +3,49  | Karen Putzer        |
| DNF2    | 28 lutego | 1997 | Schladming  | Slalom      | 1:38,88    | -      | Tanja Poutiainen    |
| DNS2    | 1 marca   | 1997 | Schladming  | Gigant      | 1:56,82    | -      | Karen Putzer        |
| DNF     | 26 lutego | 1998 | Megève      | Zjazd       | 1:24,41    | -      | Martina Lechner     |
| 15.     | 27 lutego | 1998 | Megève      | Supergigant | 1:06,08    | +1,41  | Martina Lechner     |
| 32.     | 28 lutego | 1998 | Megève      | Slalom      | 1:26,48    | +7,53  | Stefanie Wolf       |
| DNF2    | 1 marca   | 1998 | Megève      | Gigant      | 1:54,35    | -      | Anja Pärson         |
| DNF2    | 9 marca   | 1999 | Pra Loup    | Slalom      | 1:46,62    | -      | Anja Pärson         |
| 17.     | 10 marca  | 1999 | Pra Loup    | Gigant      | 1:53,82    | +4,66  | Denise Karbon       |
| 32.     | 13 marca  | 1999 | Pra Loup    | Zjazd       | 1:11,09    | +2,50  | Kerstin Reisenhofer |
| 21.     | 14 marca  | 1999 | Pra Loup    | Supergigant | 1:14,06    | +2,32  | Karin Blaser        |

### Puchar Świata

#### Miejsca w klasyfikacji generalnej
- sezon 1999/2000: 119.
- sezon 2000/2001: 50.
- sezon 2001/2002: 27.
- sezon 2002/2003: 48.
- sezon 2003/2004: 101.

#### Miejsca na podium
1. Maribor – 4 stycznia 2002 (gigant) – 3. miejsce
2. Berchtesgaden – 19 stycznia 2002 (gigant) – 2. miejsce
3. Cortina d’Ampezzo – 27 stycznia 2002 (gigant) – 1. miejsce